# Matthias Döschner
Matthias Döschner (Dohna, 12 gennaio 1958) è un allenatore di calcio ed ex calciatore tedesco orientale, dal 1990 tedesco, di ruolo difensore.

## Carriera

### Club
Come suo padre Fritz Döschner, passò la maggior parte della sua carriera nella Dinamo Dresda. Tra il 1978 e il 1990 giocò con il club sassone 253 partite di DDR-Oberliga andando a segno in 32 occasioni.
Crollato il muro di Berlino, assieme ai compagni di squadra Hans-Uwe Pilz e Andreas Trautmann, si trasferì al Fortuna Colonia, squadra di 2. Bundesliga con cui terminò la carriera nel 1991.

### Nazionale
Con la Germania Est collezionò 40 presenze impreziosite da 2 reti. Debuttò il 26 gennaio 1982 a Natal contro il Brasile (1-3), mentre giocò la sua ultima partita il 15 novembre 1989 a Vienna contro l'Austria (0-3).

## Palmarès
- DDR-Oberliga: 3

Dinamo Dresda: 1977-1978, 1988-1989, 1989-1990
- FDGB Pokal: 4

Dinamo Dresda: 1982, 1984, 1985, 1990